# Message de Menton
En 1971, le mouvement « Daï Dong » a organisé une rencontre dans la ville de Menton en France avec pour sujets les défis futurs pour la planète Terre. 2200 scientifiques de 23 pays y ont participé. À l'issue de cette rencontre, les conclusions ont été adressées à U Thant, secrétaire général des Nations unies à New York, le 11 mai 1971. Ce texte, intitulé Message à 3 milliards et demi de terriens (et en anglais : A Message to our 3.5 billion neighbours on planet earth) a été surnommé « le message de Menton » (et en anglais : The Menton statement). Il a été publié dans Le Courrier de l'Unesco de juillet 1971. L'appel de menton prédisait la fin de l'humanité et de tous les êtres vivant sur terre pour 2000.

## Historique
Le Message de Menton est rédigé en 1970 lors d'une conférence sur l'environnement qui se tient à Menton, ville française située à la frontière avec l'Italie ; parmi les initiateurs de la conférence se trouvent six scientifiques, Alfred Hassler, qui milite contre la guerre, et Thích Nhất Hạnh et Chân Không, qui sont respectivement un moine et une moniale bouddhistes. Il est signé par 2200 savants issus de 23 pays et remis au secrétaire général de l'Organisation des Nations unies (ONU), U Thant, le 11 mai 1971 . Le secrétaire général de l'ONU reçoit et commente avec intérêt ce message.

## Les grandes problématiques du message
Le message rappelle que la Terre est unique et partagée par tous les peuples qui l'habitent et qu'elle n'est pas infinie. De redoutables problèmes apparaissent. D'abord la détérioration de l'environnement et la pollution (métaux lourds, DDT), également la diminution des ressources naturelles comme les matières premières ou les terres arables, le déboisement et la monoculture et, enfin, l'augmentation de la population qui fait craindre des risques de malnutrition. Les inégalités de richesses et de pouvoir entre pays sont aussi pointées en tant que causes probables de conflits.
Le message propose quelques solutions : utiliser les technologies actuelles pour traiter les pollutions, recycler largement les matériaux, différer l'application des innovations technologiques dont nous ne sommes pas en mesure de prévoir les effets, mettre fin à la guerre, contrôler la démographie.
Le message se termine par cette conclusion (extrait) : « (...) Il nous faut voir désormais la Terre, qui nous semblait immense, dans son exiguïté. Nous vivons en systèmes clos, totalement dépendant de la Terre et dépendant les uns des autres, et pour notre vie, et pour la vie des générations à venir (...) ».

## Les signataires du message
Parmi les signataires de ce message se trouvent quatre prix Nobel, Salvador Luria, Jacques Monod, Albert Szent-Györgyi et George Wald, ainsi que d'autres scientifiques de renom tels Jean Rostand, sir Julian Huxley, Thor Heyerdahl, Paul R. Ehrlich, Margaret Mead ou René Dumont.

## Postérité
Cinquante ans après ce message, il est considéré comme un des tout premiers signes d'une prise de conscience écologique.